# Avenger (anime)
Avenger (アヴェンジャー?) es una serie anime, producida por Bandai Visual, Bee Train y Xebec, y dirigida por Kōichi Mashimo. Está ambientada sobre un posapocalíptico Marte colonizado. La serie se estrenó en Japón entre el 1 de octubre y el 24 de diciembre de 2003 en la red TV Tokyo. Más tarde se licencia para América del Norte y fue distribuido para toda la región por la unidad de distribución de Bandai, Bandai Entertainment.

## Sinopsis
La historia se encuentra en un colonizado Marte, en algún punto indeterminado en el futuro. La mayoría de la población humana se divide en un número pequeño de abombado ciudad-estado. Los que viven fuera de las cúpulas (domos) en los duros páramos del planeta que se conoce como Barbaroi. Los recursos son escasos, y los suministros se dividen entre ciudades sobre la base del resultado de las batallas entre gladiadores representante de cada uno de los combatientes. Agregando a los problemas de los colonos, los niños no han nacido en Marte durante una década. La causa de la inferitilidad se desconoce, pero las personas han recurrido a robots llamados "Dolls" (Muñecas) como un sustituto de la presencia de los niños en sus vidas. Y una luna roja, la luna de la Tierra, se cierne sobre Marte, señala hacia el planeta rojo después de la destrucción de la Tierra y estragos con tormentas lunares causados por fluctuaciones gravitacionales entre Marte y su satélite no deseadas.
La protagonista de la historia es Layla, una gladiador barbaroi con un misterioso pasado y sigue su búsqueda para derrotar a Volk, el gobernante de Marte. Ella es acompañada en su viaje por Nei, una extraña "muñeca", y Speedy (Rápida), un criador de muñecas (o un reparador de muñecas).

## Lista de episodios
1. Domo - Cúpula
2. Doll - Muñeca
3. Niño
4. Adulto
5. Silueta
6. Reflexión
7. Barbaroi
8. Peregrinaje
9. Diosa
10. Congelado
11. Lunatico
12. Duelo
13. Exterior

## Personajes

### Layla Ashley
Una silenciosa, joven, Layla es la única superviviente de una colonia buque que fue destruida por Volk en Marte para evitar que su carga humana de gravar más el planeta ya la estirada de recursos. Fue entrenada para luchar por la Cruz, y ahora está decidida a vengar a sus padres y los otros pasajeros de la colonia buque, por derrotar a Volk en una batalla de gladiadores.

### Volk
Uno de los "Original Dozen" (Doce Originales), los primeros colonos en llegar a Marte, la vida de Volk se ha extendido mucho por la ciencia. Gobernante y representante de gladiadores de la Ciudad de Volk, que es lo más parecido a una regla general de marte, y fue él quien optó por destruir a la condición de refugiado buque en el que una joven llamada Layla fue un pasajero. Se siente su responsabilidad muy profundamente, y toma todas las medidas para el mayor bien de Marte y de su pueblo. Su bienestar es su mayor preocupación, y va a cometer cualquier pecado que haya en el fin de garantizar la misma.

### Westa
Otra de los "Original Dozen", Westa ejerce autoridad, junto con Volk, pero tiene un gran enfoque más pacífico a la solución de problemas. Ella se preocupa mucho por la gente del planeta, y su preocupación por ellos, combinado con el hecho de que ella no ha envejecido debido a la misma tecnología de prolongación de la vida como Volk, ha causado que muchos de ellos la vean casi como una deidad y la veneren como la "Diosa Westa" .

### Nei
Nei es una verdadera niña de 10 años con ojos de colores diferentes. Es un misterio cómo nació, porque Marte no ha producido todos los niños que durante una década. Ella acompaña a Layla en todas partes, y es la única persona o la cosa parece estoico Layla para atender a los. Layla vio a través del disfraz Nei porque ella ha estado viviendo fuera de la cúpula ciudades durante tanto tiempo, y ha estado viviendo en el medio silvestre. Nei ha actuado como una muñeca por lo que no causa ningún problema o la atención a sí misma. Ella ha estado actuando como una muñeca durante tanto tiempo que se ha convertido en una parte de ella un poco. Nei siguiente Layla porque puede actuar como ella misma y no como una muñeca a su alrededor. Ha rubia, de pelo corto. Sus ojos son de color azul (a la derecha) y rojo (a la izquierda). Su ojo azul es una princesa y su ojo rojo es normal ((Clarifyme | fecha = marzo de 2008)). En el último episodio, se reveló que "ella" se confunde con un "él". Nei es en realidad una mujer.

### Speedy
De 18 años de edad, "Criador de Muñecas", Speedy tiene una amistosa y afable personalidad. Speedy se encuentra a la extraídas Layla después de ver su victoria en una batalla de gladiadores en la Ciudad Cúpula vivió pulg También es curioso acerca de la misteriosa muñeca de Layla, Nei.

### Cross
El único otro miembro restante de los "Original Dozen", además de Volk y Westa, Cross (antes conocido como Ares) dejó la cúpula ciudades después de un desacuerdo con Volk y vivió en el salvaje. Adoptó a Layla después de que la colonia buque, donde viajaban ella y sus padres, fuera destruida y la educó en la formación de gladiadores en combate.

### García
Un gladiador barbaroi, García se encuentra con Layla a principios de su viaje cuando brevemente se convirtió en el representante de gladiadores de una cúpula de la ciudad. Layla derrota a García en combate, pero opta por escatimar su vida. Sus caminos se cruzan de nuevo varias veces después, incluyendo en un incidente en el que García asiste a Layla y su partido en la lucha frente a la feroz cazador de muñecas que persegue a Nei.

## Voces
| Personaje    | Japanes           | Inglés              |
| ------------ | ----------------- | ------------------- |
| Layla Ashley | Megumi Toyoguchi  | Doborah Sale Butler |
| Nei          | Mika Kanai        | Elisa Fiorillo      |
| Speedy       | Shinichito Yanaka | Rick Robles         |
| Volk         | Hiroshi Yanaka    | Jamieson Price      |
| Westa        | Sumi Shimamoto    | Wendee Lee          |
| Pan          | Isshin Chiba      | Terrance Stone      |
| García       | Katsuyuki Konishi | Scott Burnett       |
| Jupiter      | Kazuhiro Nakata   | Kim Strauss         |

## Banda sonora
La música para Avenger fue compuesta e interpretada por el dúo japonés Ali Project, que también ha contribuido a la música de otras series de anime, incluyendo CLAMP School Detectives, Noir y.hack//Roots. El tema de apertura de la serie “Lunar Eclipse Grand Guignol” (月蝕グランギニョル Gesshoku Guran Ginyoru) y el tema final (Mirai no Eve) y la puntuación global son consideradas por algunos fanes y encuestados como los elementos más memorables del programa. Un álbum con la banda sonora se lanzó en Japón en el 2003.